# Steatoda moesta
Steatoda moesta là một loài nhện trong họ Theridiidae.
Loài này thuộc chi Steatoda. Steatoda moesta được Octavius Pickard-Cambridge miêu tả năm 1896.